# Fred Gamble (pilote automobile)
Pour l’article homonyme, voir Gamble.
Fred K. Gamble, né le 17 mars 1932 à Pittsburgh (Pennsylvanie) et mort le 30 mars 2024 à Honolulu, est un ancien pilote automobile américain. Il débuta en compétition en 1958, disputant principalement des courses d'endurance dans son pays natal. Il courut occasionnellement en Europe dans le cadre du championnat du monde des marques. En 1960, il disputa les 24 Heures du Mans sur une Chevrolet Corvette de l'écurie Camoradi, associé à son compatriote Leon Lilley ; l'équipage n'accomplit pas la distance suffisante pour être classé. Cette même année, il participa au Grand Prix d'Italie au volant d'une Porsche de formule 2, se classant dixième de l'épreuve. Ce fut son unique participation à une manche de championnat du monde de Formule 1. Il mit un terme à sa carrière de pilote au début des années 1960, et devint alors directeur de la division courses de Goodyear.